# Montefalco
Montefalco je italská obec v provincii Perugia v oblasti Umbrie. Leží 40 km jihovýchodně od Perugie a 20 km jižně od Assisi. V roce 2019 zde žilo 5505 obyvatel.

## Poloha
Město se rozkládá v údolí o nadmořské výšce kolem 270 m.

### Sousední obce
Campello sul Clitunno, Assisi, Foligno, Trevi, Sellano a Spoleto.

## Dějiny
Starověké osídlení tvořila osada z období římské říše, při hlavní silnici Via Flaminia. Původní označení Coccorone vystřídal současný název Sokolí hora (německy Falkenberg), který se váže ke středověkým lovům se sokolem, jež zde zavedl římský císař Fridrich II. Štaufský. Sokola v městské bráně převzalo město do svého znaku, když roku 1270 dostalo městská práva a byly postaveny dosud dochované hradby a radnice. Od 11. století obec patřila k diecézi Trebia a s ní k Lombardii, v roce 1438 bylo město připojeno k papežskému státu.

## Hospodářství
Úrodný zemědělský kraj má tradiční pěstování oliv a vinice, z nichž pochází proslulá odrůda červeného vína Sagrantino. Většina obyvatel je zaměstnána ve službách turistického ruchu.

## Památky
- Radnice (Palazzo comunale) – gotická stavba
- Městské hradby se čtyřmi branami, z nich nejlépe dochovaná brána sv. Augustina (Porta Sant'Agostino),
- Renesanční paláce a domy patriciů: Palazzo Bontadosi, Palazzo de Cuppis, Palazzo Santi Gentili, Palazzi Senili, Palazzi Tempestivi
- Kolegiátní kostel sv. Bartoloměje (Collegiata San Bartolomeo), románská stavba z 11. století, nejstarší ve městě
- Santuario di Santa Chiara della Croce, raně barokní klášter bosých augustiniánek z let 1615–1670, s hrobkou svaté Klára z Montefalca a freskami [1]
- Kostel sv. Augustina (Chiesa Sant'Agostino), gotický kostel postavený v letech 1279 až 1285, pozoruhodné fresky
- Městské muzeum San Francesco (odsvěcený kostel sv. Františka), gotické fresky v kaplích a na klenbách, archeologické sbírky, galerie renesančních obrazů (Francesco Melanzio, Pietro Perugino, Ringhier della Umbria)
- Klášter sv. Fortunata (Convento di San Fortunato) středověké budovy konventu za městem směrem na Fabbri, fresky Benozza Gozzoliho z roku 1442.

## Osobnosti
- Svatá Klára z Montefalca, také Svatá Klára od Kříže (1268–1308) – abatyše kláštera augustiniánek v Montefalcu, vizionářka a mystička, svatořečená roku 1881
- Francesco Melanzio (1465–1526), místní malíř renesanční umbrijské školy, fresky v kostelech sv. Františka, sv. Illuminaty
- Domenico Mustafà (1829–1912), pěvec – tenorista (kastrát) a hudební skladatel, regenschori Sixtinské kaple

## Galerie

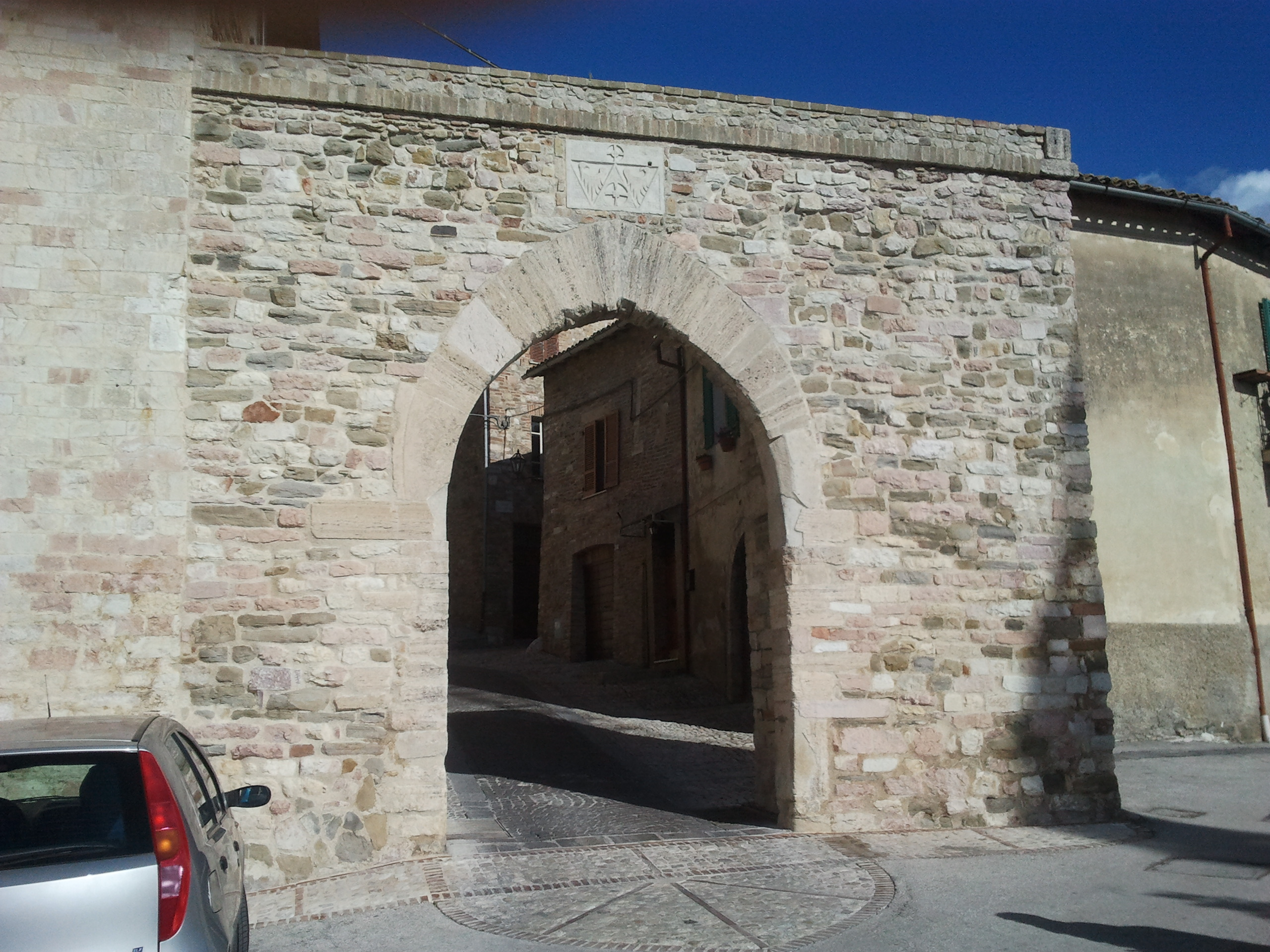
Brána císaře Fridricha II.
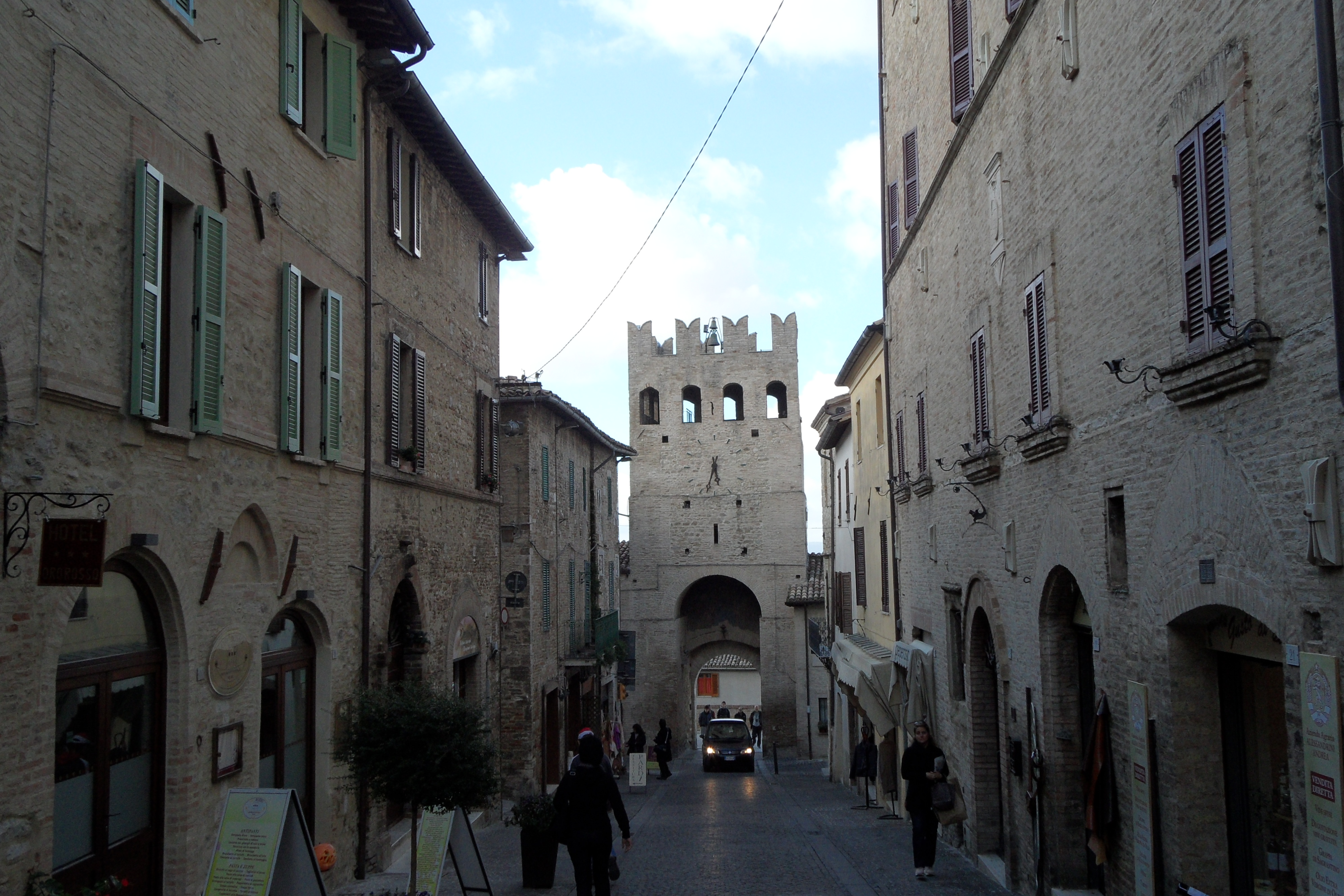
Brána sv. Augustina
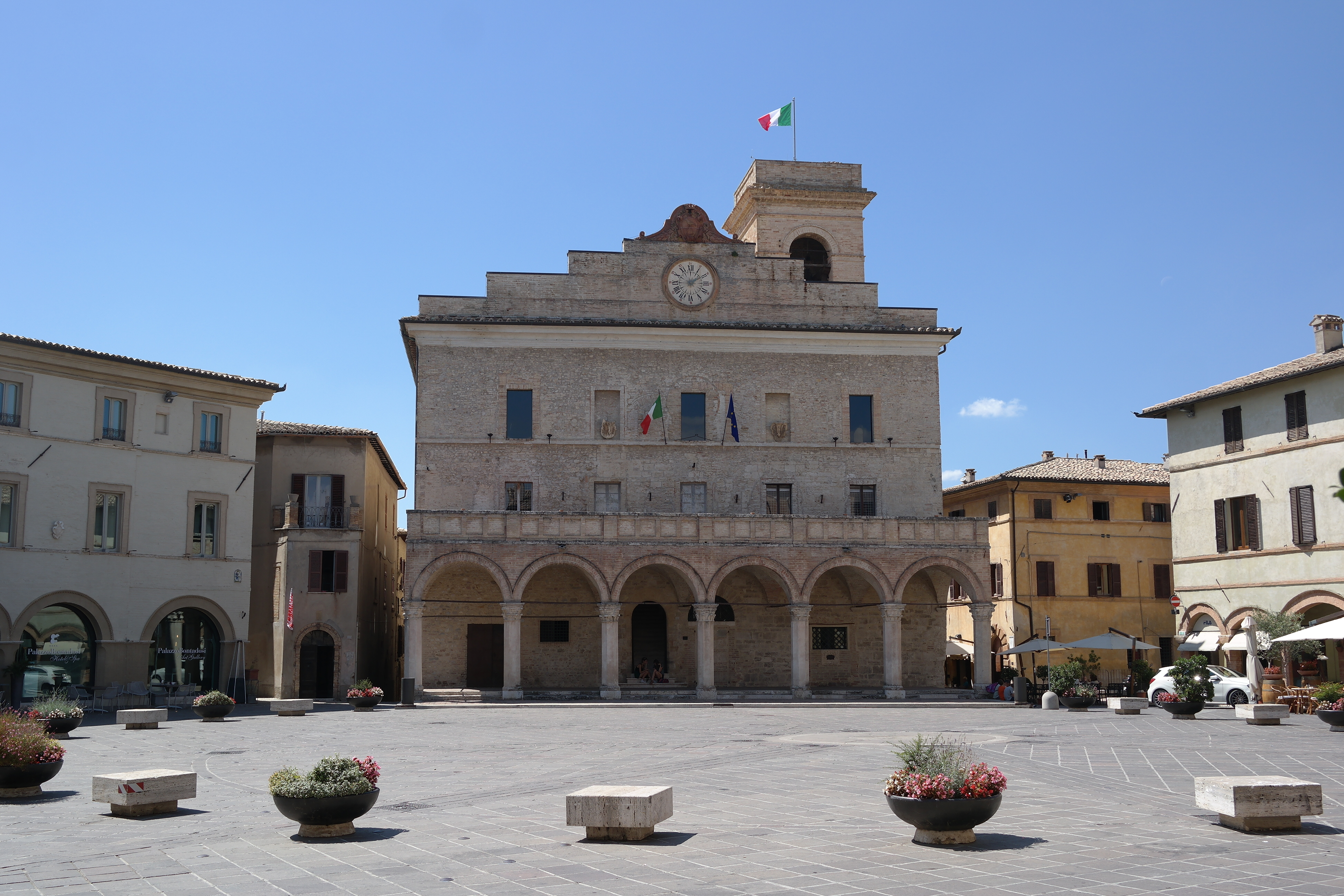
Radnice
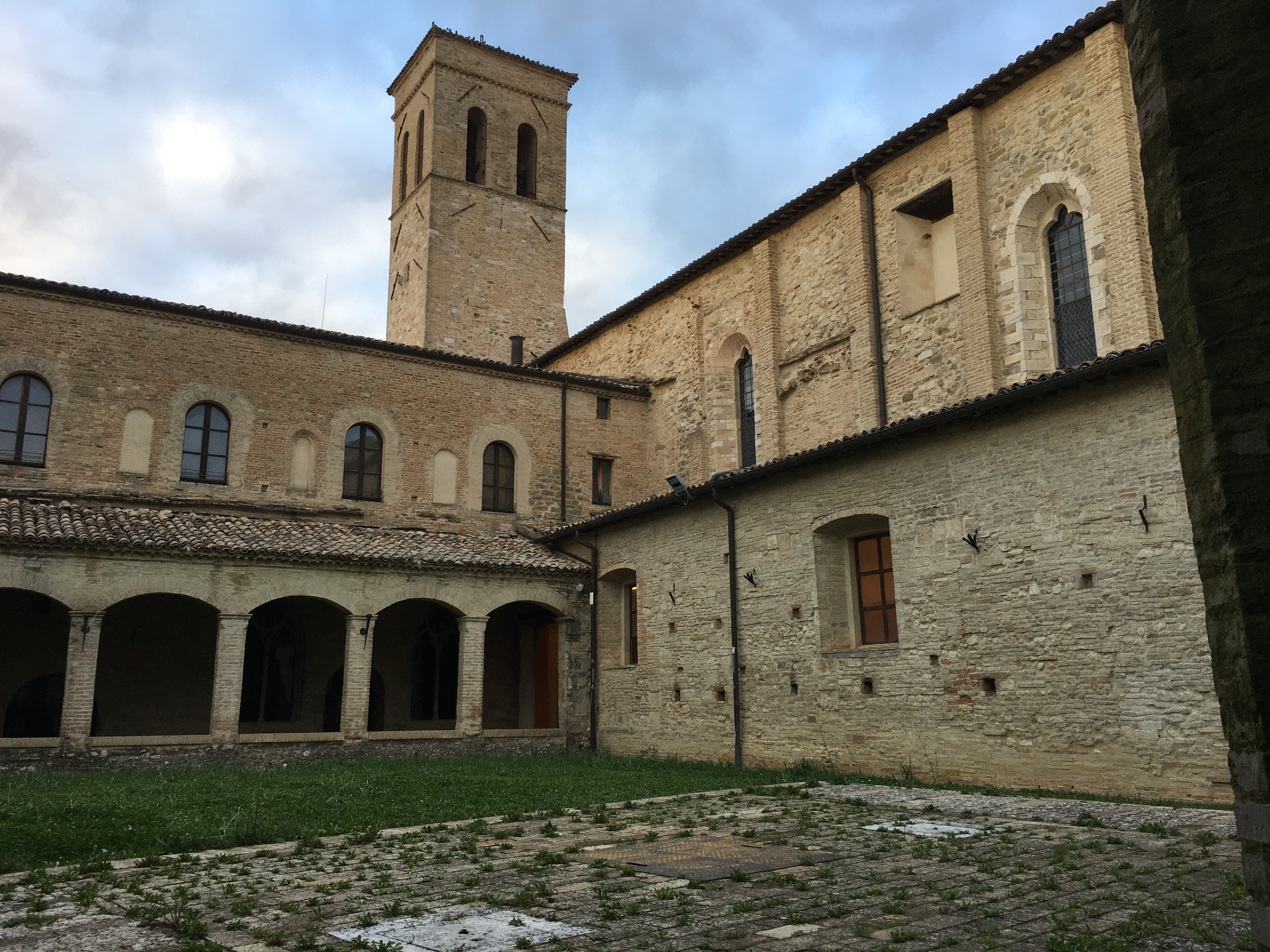
Sant'Agostino
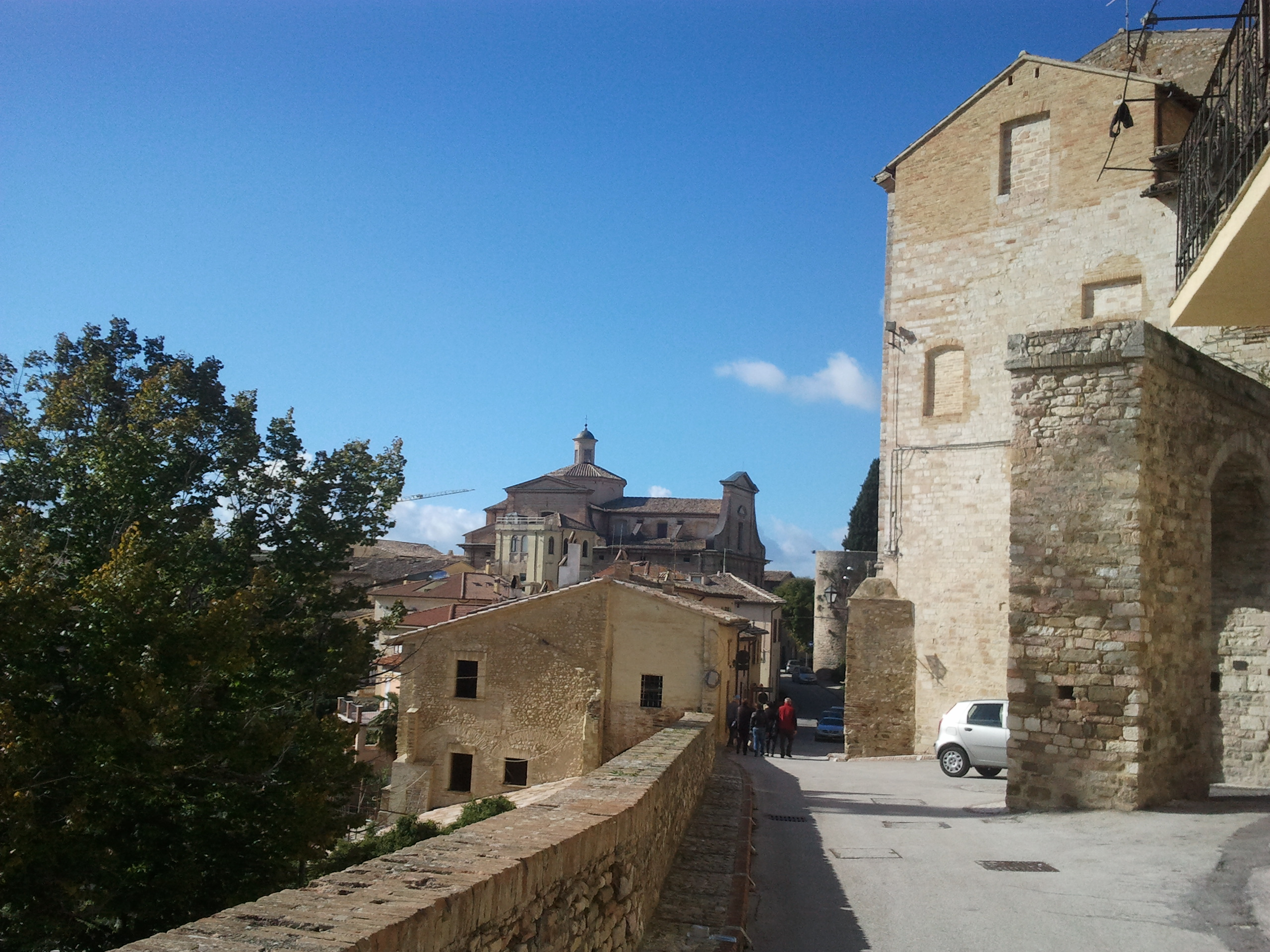
Kostel sv. Kláry
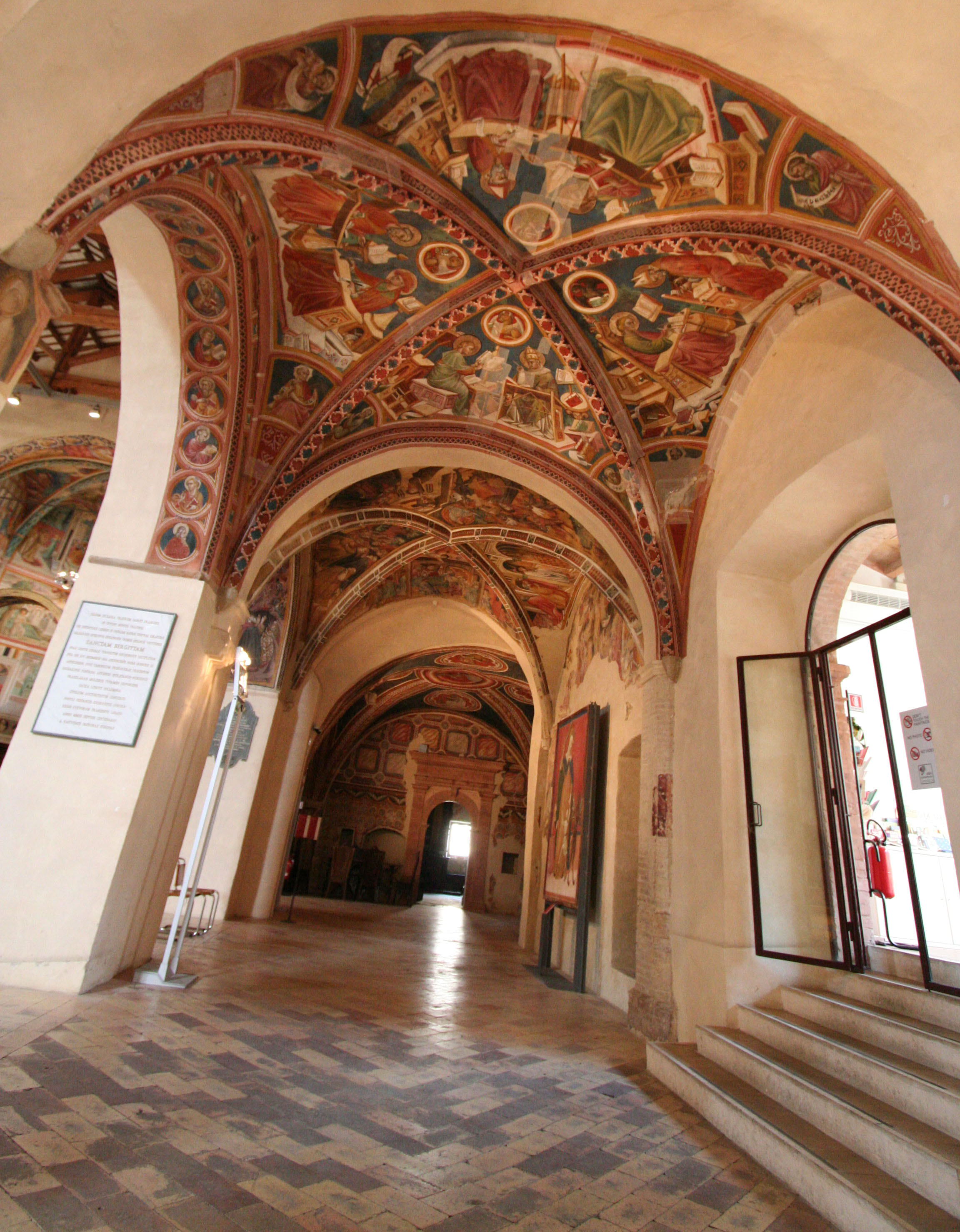
Kostel San Francesco
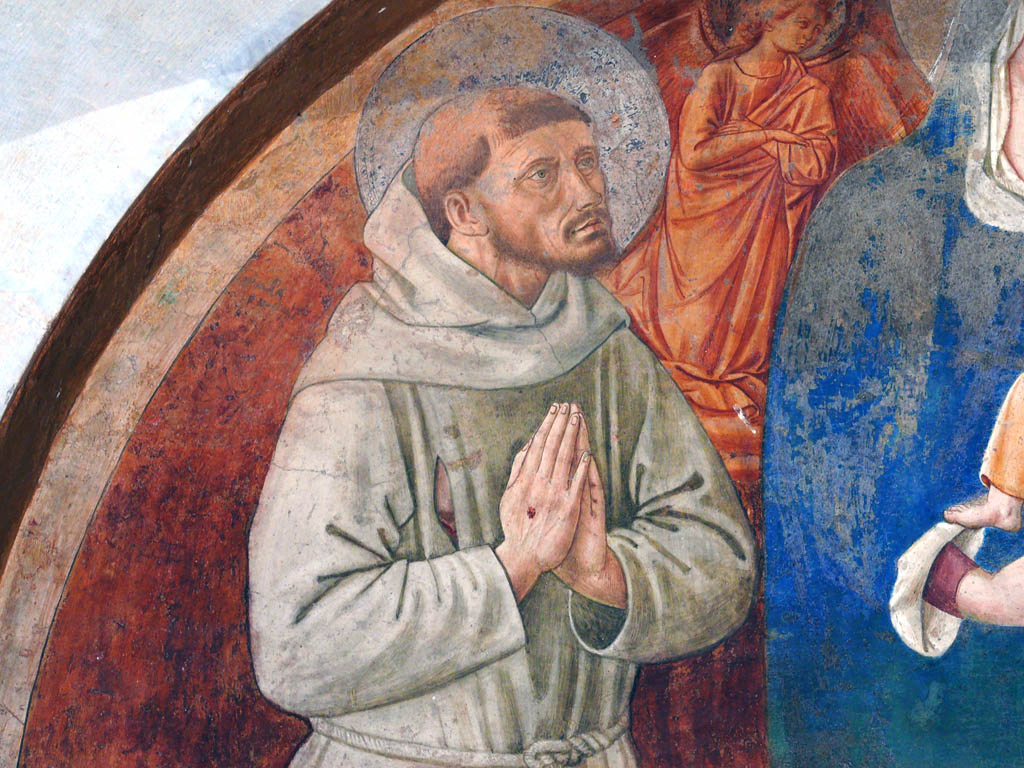
Freska sv. František, San Fortunato